# (233968) 3021 T-2
(233968) 3021 T-2 là một tiểu hành tinh vành đai chính. Nó được phát hiện bởi Cornelis Johannes van Houten, Ingrid van Houten-Groeneveld, và Tom Gehrels ở Đài thiên văn Palomar ở Quận San Diego, California, ngày 30 tháng 9 năm 1973.